# Anton Bakov
Anton Alexejevič Bakov (rusky Антон Алексеевич Баков; * 29. prosince 1965 Jekatěrinburg) je ruský podnikatel, monarchistický politik, cestovatel, spisovatel a lidskoprávní aktivista. V roce 2011 založil mikronárod, jehož cílem má být obnova monarchie v Rusku.

## Život
Bakov se narodil roku 1965 ve Sverdlovsku (dnešním Jekatěrinburgu) do rodiny inženýrů, kteří pracovali v továrně Uralmaš. V roce 1988 absolvoval Uralský polytechnický institut (nyní součást Uralské federální univerzity). Byl oceňovaným studentem, získal Leninovo stipendium a absolvoval s vyznamenáním. Během studia se stal aktivistou v antikomunistickém hnutí. Organizoval několik politických aktivit, včetně veřejného bojkotu nesvobodných voleb do Nejvyššího sovětu Sovětského svazu v roce 1984, založení veřejného hnutí zaměřeného na znovuotevření kostelů uzavřených komunisty a zachování památek národní historie ve městě Věrchoturje v roce 1987. V roce 1988 inicioval odstranění pamětních desek se jmény členů NKVD z městských ulic. Od roku 1989 spolupracoval na politických aktivitách svého blízkého přítele z univerzity Alexandra Burkova, který se později stal významným politikem a v roce 2018 se stal guvernérem Omské oblasti.
Bakov je ženatý a má čtyři děti a šest vnoučat. Jeho dcera Anastasia, herečka a zpěvačka byla v roce 2013 kandidátkou na primátorku Jekatěrinburgu. Jeho syn Michail byl v roce 2013 kandidátem do Městské dumy Jekatěrinburgu a syn Ilja se v roce 2018 pokusil kandidovat na primátora Moskvy.

## Obnova carství
Nejvíce mediální pozornosti získal Bakov díky svému projektu, jehož účelem má být obnova carství v Rusku. Dne 2. září 2011 vyhlásil obnovené Ruské Impérium, prohlásil se jeho předsedou vlády a vyhlásil ústavu a státní symboly. Dne 31. března 2014 byl pod novým názvem Imperiální trůn vydán manifest, který prohlásil, že hlavou státu se stal princ Karl Emich z Leiningenu (potomek cara Alexandra II.) s titulem car Mikuláš III.
Bakov vedl mnohá jednání s představiteli různých států (např. Cookových ostrovů, Kiribati, či Gambie) o možnosti zakoupení či pronájmu území, na němž by carství mohlo působit. Všechny tyto snahy však zatím (2023) skončily neúspěšně.